# 蔣弘德
蔣弘德（1517年—？年），字宗善，號少溪（或沙溪），四川重慶府巴縣人，明朝政治人物。

## 生平
嘉靖二十二年（1543年）癸卯科四川乡试五十七名舉人，三十五年丙辰科会试一百五十四名，第三甲第六十六名進士。工部观政，授浙江乌程县知县，三十九年升工部主事，四十一年升员外，四十二年升郎中，四十三年歷官長沙府知府。隆慶二年（1568年）调云南澂江府。

## 家族
曾祖蔣福，贈都察院右副都御史；祖蔣雲漢，福建左布政進階資善大夫；父蔣明，生员、贈工部主事；母費氏，封太安人。慈侍下，兄弘仁（通判）；弘義（知縣）；弘勳；弘敷；弘儒；弘惠，弟弘烈；弘坤。